# Im Tal des Todes (Bad Segeberg 2002)
Im Tal des Todes ist ein Freilichtspiel nach Motiven aus der gleichnamigen Erzählung Karl Mays von Michael Stamp, das 2002 in Bad Segeberg unter der Regie von Norbert Schultze jr. uraufgeführt wurde.

## Inhalt
Das Tal des Todes – noch keine lebende Seele ist je von dort zurückgekehrt. Doch nicht der Teufel, wie die Legende der roten Völker berichten, lebt dort. Der Geschäftemacher Roulin hält Sklaven in einem geheimen Quecksilber-Bergwerk gefangen, eingehüllt von giftigen Dämpfen. Zu ihnen zählt der deutsche Adelige Martin von Adlerhorst und der Sohn des Häuptlings der Chiricahua-Apachen Lata-nalgut, die „Starke Hand“. 
Zusammen mit der schönen, aber skrupellosen Señorita Miranda hat sich Roulin den trunksüchtigen Maricopa-Häuptling „Eiserner Pfeil“ zum Verbündeten gemacht. Alle drei haben es auf die geheimnisvolle Paloma Nakana abgesehen – eine junge Frau, die unter dem Schutz der Apachen lebt und nach ihrem verschollenen Geliebten sucht: Martin von Adlerhorst. 
Winnetou und Old Firehand müssen all ihr Können aufbieten, um im Indianerland für Frieden zu sorgen. Unterstützt werden sie auf ihrem Weg von guten Freunden: Sam Hawkens und Hobble-Frank. Die beiden Westmänner haben allerdings ihre liebe Mühe damit, den raffinierten Quacksalber Dr. Jefferson Hartley, der gepanschte Wunderwässerchen verkauft, vor allerlei wütender Kundschaft zu schützen. 
Richtig dramatisch wird es, als Old Firehands abenteuerlustiger Sohn Harry von Roulin ins Quecksilber-Bergwerk verschleppt wird und die „Paloma Nakana“ von den Maricopas in einer heimlichen Zeremonie den Göttern geopfert werden soll …

## Figuren
- Winnetou ist der Häuptling der Apachen.
- Old Firehand ist ein bekannter Westmann.
- Sam Hawkens ist ein kauziger Westmann.
- Señorita Miranda ist eine feurig-schöne Mexikanerin, die als Geliebte des Schurken Roulin in einem Saloon nicht nur das Feuerwasser ausschenkt. Sie ist ein tragisches Opfer, das für Roulin alles tut. Sie entführt für ihn Harry, den Sohn Old Firehands. und verhilft schließlich diesem zur Flucht aus dem Bergwerk. Dafür bezahlt sie mit dem Leben, als sie zu spät erkennt, dass Roulin ein Teufel in Menschengestalt ist, der ihr eine glückliche Zukunft mit Geld und Reichtum versprochen hat.
- Roulin ist ein skrupelloser Minenbesitzer. Ihm gehört ein Quecksilberbergwerk, in dem Arbeiter wie Sklaven gehalten werden. Unterstützt wird er durch die Maricopas, deren Häuptling „Eiserner Pfeil“ das Feuerwasser liebt.
- „Eiserner Pfeil“ ist der Häuptling der kriegerischen Maricopas.
- Paloma Nakana ist eine geheimnisvolle Indianerin. Paloma Nakana wird als heilige Frau bei den Apachen verehrt und lebt unter ihrem Schutz in einem alten Missionsgebäude. Mit Hilfe von Winnetou und Old Firehand sucht sie nach ihrem verschollenen Geliebten Martin von Adlerhorst, der in Tal des Todes verschleppt wurde.
- Juanito Alfarez ist die rechte Hand von Roulin und schwingt nur allzu gern die Peitsche gegen die wehrlosen Gefangenen. Doch am Ende bezahlt er dafür mit seinem Skalp.
- Hobble-Frank ist ein sächselnder Westmann.
- Lata-nalgut, die „Starke Hand“, ist der Häuptling der Chiricahua-Apachen.
- Dr. Jefferson Hartley ist ein Quacksalber. Er legt arglose Kunden mit falschen Wunderwässerchen herein und muss dabei von den Westmännern Sam Hawkens und Hobble-Frank beschützt werden.
- Martin von Adlerhorst ist ein adliger Deutscher.
- Trivette ist ein Farmer, der eigentlich nur Doktor Hartleys Wunderwasser kaufen will, doch dann zu spät die eigentliche Wirkung des angeblichen Heilmittels zu spüren bekommt.
- Harry ist der Sohn von Old Firehand.
- Bill Newton ist ein Sklaventreiber und übler Schurke an der Seite des Ganoven Roulin.
- Captain Alexander Phillips ist ein Offizier der amerikanischen Kavallerie.

## Quelle
- Eintrag im Karl-May-Wiki zur Uraufführung